# 橫帶無稜海龍
橫帶無稜海龍（学名：Lissocampus runa），為輻鰭魚綱棘背魚目海龍魚科的其中一種，該物種分布於東印度洋的澳洲南部海域，體長可達9.4公分，棲息在海藻床，卵胎生。